# MI AMI Festival
Il MI AMI (acronimo di Musica Importante A Milano) è un festival musicale organizzato dal sito Rockit a partire dal 2005. Ha luogo ogni anno in un parco (attualmente l'Idroscalo di Milano) durante l'ultimo fine settimana di maggio. Ospita solo artisti italiani di ambito prevalentemente indipendente, alternativo, senza distinzione di genere musicale ma con un'attenta selezione musical-culturale.
Le esibizioni sono suddivise su tre palchi, il main stage, la collinetta e il MI FAI separate da zone di decompressione dove confluiscono gli stessi musicisti coinvolti nel festival oltre che il pubblico. Le zone prevedono un market vintage e differenti editori musicali di realtà indipendenti con il loro merchandising.
Il MI FAI è lo "spin-off" del MI AMI, una rassegna di illustrazione, fumetto e disegno, con performance live anche simultaneamente ai concerti (live painting).

## Storia
La prima edizione si è svolta nel 2005 presso il Paolo Pini (ex ospedale psichiatrico). Le edizioni successive si sono svolte al Circolo Magnolia presso l'Idroscalo, il cast è cresciuto di anno in anno passando da 25 gruppi su 2 giorni nella prima edizione del 2005 alle oltre 60 band sui 3 giorni delle edizioni dal 2011 in poi.
Nel 2006 viene aggiunto il MI FAI, spazio dedicato a fumettisti e disegnatori che illustrano il festival live. Dal 2010 al 2013 alle tre serate musicali si aggiunge una serata letteraria: il MI PENSI, con racconti di scrittori e sfide slam poetry.
Dal 2016 al MI FAI viene aggiunto un palco dove arte visiva e musica si uniscono, illustratori e disegnatori interagiscono con la musica e le loro opere vengono proiettate sul palco creando delle perfomance uniche di live painting.
Nel 2019 il festival ospita il primo live di Mahmood (con ospiti Gue Pequeno e Sfera Ebbasta) dopo la vittoria al Festival di Sanremo
L'edizione del 2020 non si è tenuta a causa del Covid
Nel 2021 a causa del prolungarsi della situazione pandemica il MI AMI è stato sostituito da una serie di eventi minori svolti nell'arco dell'anno e conclusi a settembre con l'evento denominato MI MANCHI.
Nel 2023 il festival si allarga arrivando ad avere sei palchi.

## Alcuni nomi
Al festival hanno preso parte nel corso degli anni numerosissime band, scrittori e fumettisti, tra cui: Carmen Consoli, Baustelle, Africa Unite, Prozac+, Zen Circus, Dente, Offlaga Disco Pax, Perturbazione, Karma, Verdena, Linea 77, Aucan, Jennifer Gentle, Teatro degli Orrori, Management del dolore post-operatorio, Giorgio Canali & Rossofuoco, Giardini di Mirò, Amor Fou, One Dimensional Man, Mariposa, Diaframma, Bugo, Moltheni, Nada, Cesare Basile, Marta sui tubi, Paolo Benvegnù, Meg, Calibro 35, The Hormonauts, Le luci della centrale elettrica, Edda, Brunori Sas, Lucio Corsi, New Candys, Ministri, Garbo, Sick Tamburo, Persiana Jones, Beatrice Antolini, Emis Killa, Ensi, Baby K, A Classic Education, Fabrizio Coppola, Violacida, Statuto, A Toys Orchestra, Virginiana Miller, Fabio De Luca, Luca De Gennaro, Crookers, Bloody Beetroots, Congorock, I Cani, Numero6, Enrico Brizzi, Nadàr Solo, etc.
Nel 2012 alla manifestazione partecipa anche Max Pezzali con un dj set a sorpresa a fine serata. Nel 2014 il festival ha festeggiato la sua decima edizione hanno preso parte anche i Tre Allegri Ragazzi Morti, Lo Stato Sociale e Le Luci della centrale elettrica, Paletti e Egokid.
Tra gli headliner dell'edizione 2015 figurano Morgan, Albertino, Levante, Appino e Post CSI e Riccardo Senigallia.
2016: I Cani, Calcutta (cantante), Noyz Narcos, Sfera Ebbasta, Cosmo, Gazebo Penguins, The Bloody Beetroots, Motta, Tommaso Paradiso (Thegiornalisti), Crookers, Ministri (gruppo musicale), Iosonouncane, Alfio Antico, Pop X, Izi, Rkomi, Tedua, Jolly Mare, Selton, Wrongonyou, Matilde Davoli e tanti altri.
Alcuni dei partecipanti al MI FAI e al MI PENSI: Giacomo Spazio, Paolo Nori, Agenzia X, Franco Bolelli, Gipi, Alessandro Baronciani, Olimpia Zagnoli, Matteo Guarnaccia, Paolo Baccilieri, Gabriella Giandelli, Marco Philopat, Zerocalcare, il duo di performers Eell Shous.

### Numero di live per edizione
| Anno | Concerti | Note             |
| ---- | -------- | ---------------- |
| 2015 | 61       |                  |
| 2016 | 50       |                  |
| 2017 | 67       |                  |
| 2018 | 45       |                  |
| 2019 | 86       |                  |
| 2020 | 0        | Covid            |
| 2021 | 47       | Eventi MI MANCHI |
| 2022 | 93       |                  |
| 2023 | 109      |                  |

I dati di questa tabella sono presi dalle line-up dei vari anni, sempre presenti sul sito ufficiale del festival.